# Licey al Medio (ort i Dominikanska republiken, Santiago, lat 19,43, long -70,60)
Licey al Medio är en ort i Dominikanska republiken.   Den ligger i provinsen Santiago, i den centrala delen av landet, 120 km nordväst om huvudstaden Santo Domingo. Licey al Medio ligger 199 meter över havet och antalet invånare är 6 435.
Terrängen runt Licey al Medio är platt åt sydväst, men åt nordost är den kuperad. Runt Licey al Medio är det ganska tätbefolkat, med 222 invånare per kvadratkilometer. Närmaste större samhälle är Santiago de los Caballeros, 10,4 km väster om Licey al Medio. Omgivningarna runt Licey al Medio är en mosaik av jordbruksmark och naturlig växtlighet.